# 千葉県道57号千葉鎌ケ谷松戸線

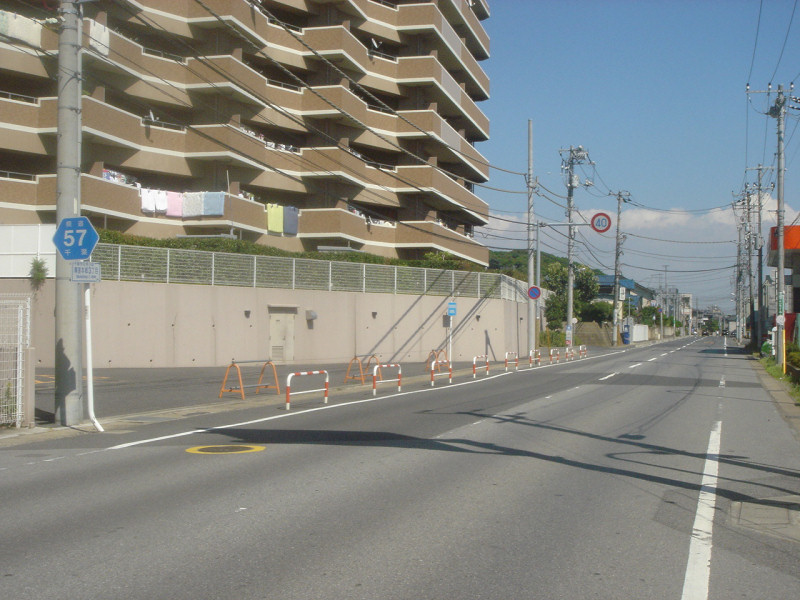
千葉県道57号千葉鎌ケ谷松戸線の起点付近（千葉市花見川区幕張本郷3丁目）

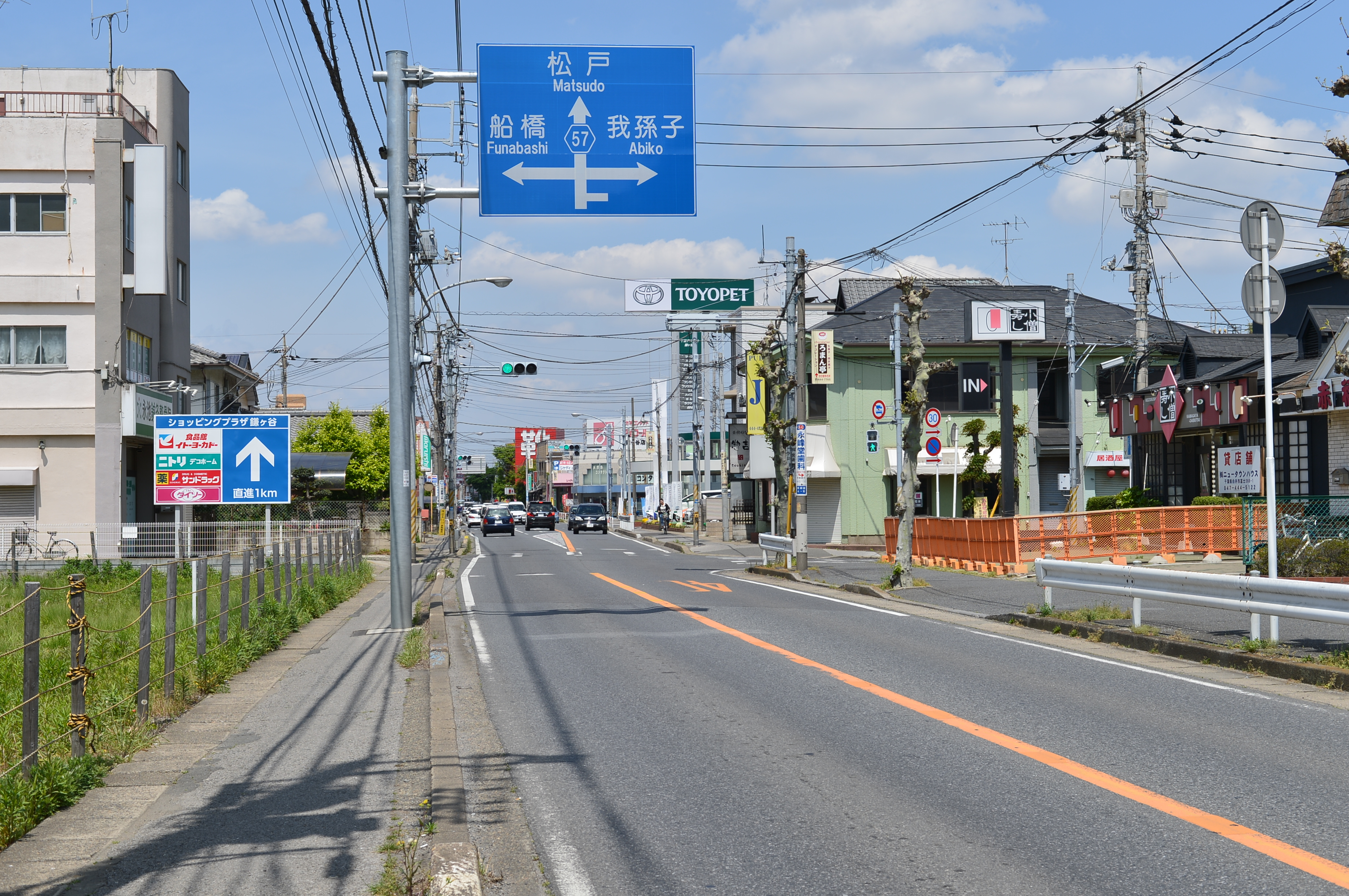
鎌ケ谷市丸山1丁目（2015年5月）

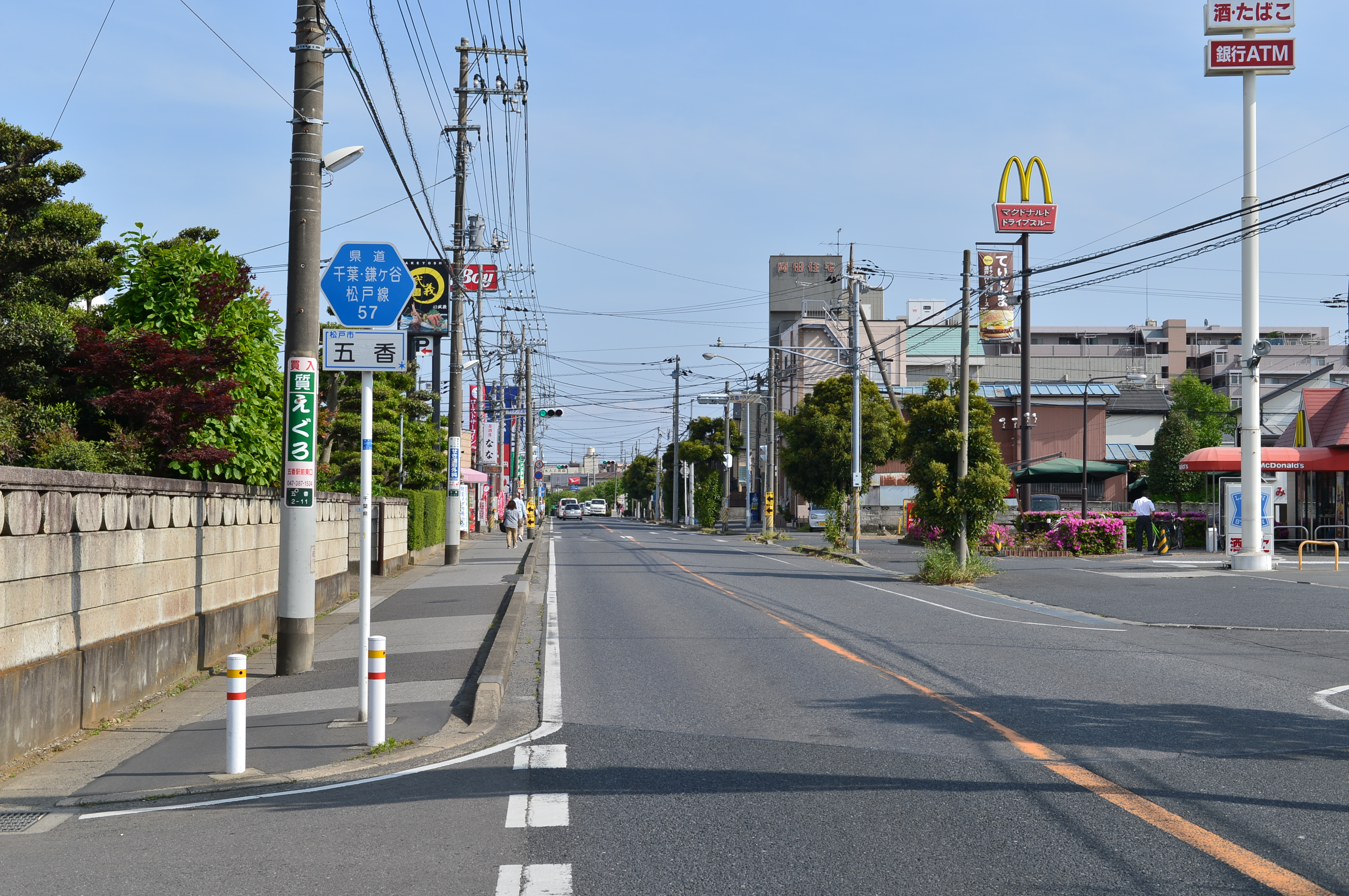
松戸市五香2丁目（2015年5月）

千葉県道57号千葉鎌ケ谷松戸線（ちばけんどう57ごう ちばかまがやまつどせん）は、千葉県千葉市美浜区から鎌ケ谷市を経て、松戸市に至る県道（主要地方道）である。

## 概要
千葉市美浜区幕張西二丁目の国道14号との交点を起点とし、千葉市花見川区、習志野市、八千代市、船橋市、鎌ケ谷市を経て、松戸市根木内の国道6号・千葉県道261号松戸柏線・千葉県道280号白井流山線との交点である根木内交差点を終点とする道路である。起点から幕張町四丁目までは国道14号の旧道である。
鎌ケ谷市の初富交差点から同市のくぬぎ山交差点までの区間は国道464号と重複している。
八千代市緑が丘西地区の北部には、道路整備により市道に格下げされた旧道が存在する。
京成電鉄松戸線とは鎌ケ谷市・松戸市南部の区間をほぼ並行するが、線路がくねっている関係で途中4か所（2か所は新京成線が高架の立体交差、2か所は踏切）で交差する。

### 路線データ
- 起点：千葉市美浜区幕張西二丁目
- 終点：松戸市根木内、「根木内」交差点
- 総延長：*.* km（千葉土木事務所管内：*.* km、千葉市管内：*.* km、葛南土木事務所管内：*.* km、東葛飾土木事務所管内：*.* km）
- 重用延長：*.* km（千葉土木事務所管内：*.* km、千葉市管内：*.* km、葛南土木事務所管内：*.* km、東葛飾土木事務所管内：*.* km）
- 実延長：26.563 km（千葉土木事務所管内：4.156 km[1]、千葉市管内：5.192 km[2]、葛南土木事務所管内：8.300 km[3]、東葛飾土木事務所管内：8.915 km[4]）

## 路線状況

### 通称
- 実籾街道

### 重複区間
- 千葉県道262号幕張八千代線（起点 - 習志野市実籾町、「実籾町3丁目」交差点）
- 国道296号（船橋市習志野、「習志野台団地入口」交差点 - 八千代市大和田新田、「新木戸」交差点）
- 千葉県道61号船橋印西線（船橋市習志野、「習志野台団地入口」交差点 - 八千代市大和田新田、「坪井町入口」交差点）
- 千葉県道288号夏見小室線（船橋市三咲地内）
- 国道464号（鎌ケ谷市中央、「初富」交差点 - 鎌ケ谷市初富、「くぬぎ山」交差点）
- 千葉県道280号白井流山線（松戸市根木内地内 - 終点）
- 千葉県道261号松戸柏線（松戸市根木内地内、京成バス「西新田」バス停付近 - 終点）

## 地理

### 通過する自治体
- 千葉県
  - 千葉市（美浜区、花見川区） - 習志野市 - 船橋市 - 八千代市 - 鎌ケ谷市 - 松戸市

### 交差する道路
- 国道14号（千葉市美浜区幕張西2丁目、起点）
- 京葉道路（千葉市花見川区武石町、武石IC）
- 千葉県道262号幕張八千代線（習志野市実籾町、「実籾町3丁目」交差点）
- 千葉県道69号長沼船橋線（習志野市実籾町、「実籾」交差点）
- 国道296号（船橋市習志野、「習志野台団地入口」交差点、八千代市大和田新田、「新木戸」交差点）
- 千葉県道61号船橋印西線（八千代市大和田新田、「坪井町入口」交差点）
- 千葉県道288号夏見小室線（船橋市三咲地内）
- 千葉県道59号市川印西線（鎌ケ谷市鎌ケ谷、「鎌ケ谷大仏」交差点）
- 国道464号、千葉県道8号船橋我孫子線（鎌ケ谷市初富本町、「初富」交差点）
- 国道464号（鎌ケ谷市初富、「くぬぎ山」交差点）
- 千葉県道281号松戸鎌ケ谷線（松戸市五香、「五香十字路」交差点）
- 千葉県道51号市川柏線（松戸市栗ケ沢地内）
- 千葉県道280号白井流山線（松戸市根木内地内）
- 千葉県道261号松戸柏線（松戸市根木内地内）
- 国道6号、千葉県道261号松戸柏線、千葉県道280号白井流山線（松戸市根木内、「根木内」交差点）

### 沿線
- 京成幕張駅（千葉市幕張町）
- 千葉市立幕張中学校（千葉市幕張町）
- 実籾駅（習志野市実籾）
- 習志野市立習志野高等学校（習志野市東習志野）
- 初富駅（鎌ケ谷市中央）
- 陸上自衛隊松戸駐屯地（松戸市五香六実）
- 松戸市立栗ケ沢小学校（松戸市小金原）